# 장제 (조위)
장제(蔣濟, ?~249년 4월 19일)는 중국 삼국시대 위나라의 신하이다. 자는 자통(子通)이며, 초국 평아현 사람이다.

## 생애
208년 손권(孫權)은 적벽에서 승리하고 강릉(江陵)을 점령한 여세를 몰아 그 해 12월 합비를 포위하였다. 장제는 조조가 4만 병사를 원군으로 보낸 것처럼 위장하기 위해 합비성에 사자 세 명을 보냈는데 그중 둘이 붙잡혔다. 편지의 내용을 그대로 믿은 손권은 황급히 퇴각하였다.
209년 조조(曹操)는 손권의 공격에 대비해 회남의 백성들을 이주시킬 생각을 하고 당시 양주별가(揚州別駕)였던 장제에게 자문을 구하였다. 장제는 조조의 계획에 반대했으나 조조는 듣지 않고 계획대로 실행하려 하였다. 이 소식을 들은 백성들이 무척 불안해 하여 장강을 건너 손권에게로 가 버렸기 때문에 환성(皖城)을 제외한 주변 지역이 텅 비게 되었다. 조조는 무안해 하면서 장제를 단양(丹陽) 태수로 임명했다.
219년 관우(關羽)가 우금(于禁)과 방덕(龐德)을 격파하고 조인(曹仁)이 지키는 번성(樊城)을 포위하자, 조조는 관우를 두려워해 천도를 고려하였다. 이때 장제는 사마의(司馬懿)와 함께 손권을 움직여 관우를 공격할 것을 청하였고, 이후에 손권이 형주를 공격했기 때문에 번성은 위기에서 벗어날 수 있었다.
220년 조비(曹丕)가 헌제(獻帝)에게서 선양을 받고 위나라를 세운 후 장제를 산기상시(散騎常侍)로 임명했다. 조비가 하후상(夏侯尙)에게 사람들을 마음대로 다룰 권한을 주자 장제는 조비에게 간언하여 이를 거둬들이게 하였다. 이후 상서(尙書)가 되었다.
222년 위나라에서는 유비(劉備)와 육손(陸遜)이 싸우느라 오나라에서 제대로 방어하지 못할 것으로 여기고 조인과 함께 강릉을 공격하게 했다. 오나라의 장수 주환(朱桓)이 일부러 중주(中州)의 방어를 허술하게 보이게 하며 조인을 유인하려 들었다. 조인이 중주를 공격하려 하자 장제는 반대했으나 끝내 공격이 실행되었고, 조인은 주환에게 패하여 퇴각하였다. 얼마 가지 않아 조인이 죽자, 조비는 장제를 동중랑장(東中郞將)으로 임명하였다.
228년 오나라에서는 주방(周魴)을 거짓 항복시키고 조휴(曹休)를 유인하려 했다. 장제와 만총(滿寵)은 위군이 위태로워질 수 있다고 보았으며, 조휴는 끝내 오군에게 대패하였다. 이후 중호군(中護軍)으로 승진했다. 당시의 황제 조예(曹叡)가 유방(劉放)과 손자(孫資)에게 전권을 맡기자 장제는 글을 올려 이에 대해 간언하였다. 조예는 장제의 충언을 받아들이고 호군장군(護軍將軍) 겸 산기상시로 삼았다.
232년 요동에서 할거하고 있던 공손연(公孫淵)은 위나라에게서 요동 태수로 임명되었지만 바닷길로 오나라에 사자를 보내 두 나라와 모두 외교관계를 맺으려 하였다. 유주자사 왕웅(王雄)이 공손연을 공격하게 해 달라고 청하자, 장제가 이를 반대했으나 조예는 왕웅에게 요동을 공격하게 했다. 그러나 위군은 별다른 전과를 올리지 못하고 철수했다.
237년 조예가 사치에 빠져 대대적으로 궁궐 전각을 세웠기 때문에 백성들의 원성이 높아지자 조예에게 간언하는 상소를 올렸다. 238년 공손연이 연(燕)나라를 세우고 공공연히 위나라에 반기를 들자 조예는 사마의로 하여금 토벌하게 했다. 이때 조예는 장제에게 오나라가 공손연을 구원할지를 물으니, 장제는 아직 알 수 없다고 답하였다. 조예가 죽고 조방(曹芳)이 즉위한 후 영군장군(領軍將軍)에 임명되었고 창릉정후(昌陵亭侯)에 봉해졌다.
242년 만총(滿寵)이 죽자, 태위(大尉)가 되었다.
당시 대장군 조상(曹爽)이 정권을 잡았고 그 심복인 하안(何晏)이 자주 법규를 고치자, 이를 중지하게 할 것을 간언하였다. 249년 사마의가 조상을 제거하기 위해 군사를 일으켜 낙양을 장악했을 때, 조상의 부하인 환범(桓範)은 별다른 대우를 받지 못했음에도 불구하고 조상에게 가기 위해 낙양성을 빠져나갔다. 장제는 사마의에게 조상이 환범을 제대로 다루지 못할 것이라 예측했고, 그 말대로 조상은 환범의 건의를 받아들이지 않다가 사마의에게 항복하였다.
조상이 정변 때문에 낙양성 밖에서 머물고 있을 때, 장제는 조상에게 편지를 보내 사마의가 조상을 면직시키려 할 뿐이라고 전하여 조상이 낙양으로 오게 했다. 그러나 사마의가 조상을 죽이자 장제는 몹시 괴로워하였다. 조상을 제압한 공으로 도향후(都鄕侯)에 봉해지자 장제는 이를 사양했으나 받아들여지지 않았다. 이로 인해 병이 생겨 며칠을 가지 못하고 4월 19일 세상을 떠났다.

## 같이 보기
- 삼국지 인물 목록